# Ploštice
Ploštice (Heteroptera) je skupina malého, středně velkého i velkého hmyzu s bodavě sacím ústním ústrojím. Ploštice žijí téměř po celém světě. Je známo kolem 40 000 druhů, přičemž v České republice žije asi 900 druhů. Větší část druhů žijících v ČR má jednu generaci za rok.

## Taxonomie
V minulosti byly ploštice klasifikovány jako řád, dnes se řadí společně se stejnokřídlými do řádu Hemiptera, ve kterém jsou podřádem nebo neklasifikovanou skupinou v rámci podřádu Prosorrhyncha.

## Charakteristika
Ploštice jsou tvarově rozmanité, velikost a zbarvení jsou různé. Tělo je zpravidla zploštělé, někdy mimořádně tenké a dlouhé. Ústní ústrojí je přeměněno v bodec (rostrum) a je vždy bodavě-sací. Typickým znakem je první pár křídel, který je přeměněn na polokrovky (hemelytry, hemielytra). Polokrovky jsou tvořeny kožovitým koriem, které směrem dozadu přechází v blanitou část polokrovek. Polokrovky jsou na rozdíl od krovek brouků orgánem funkčně schopným letu. Druhý pár křídel, spodní, hraje při letu menší úlohu než polokrovky. Je celý blanitý, většinou menší a v klidu složený na zadečku. Výjimku tvoří např. znakoplavky, které mají křídla složená střechovitě. Některé druhy mají křídla zkrácená a některé druhy jsou bezkřídlé (např. štěnice). 

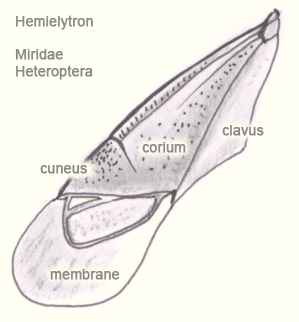
Schéma polokrovky ploštice: klavus, korium, někdy přítomný kuneus, membrána

Nohy suchozemských druhů jsou kráčivé, nohy vodních druhů plovací; dravé ploštice mají nohy přizpůsobené k lapání kořisti. Chodidlo (tarsus) je většinou dvoučlánkové až tříčlánkové.
Lze rozlišit několik druhů pohybu ploštic:
- kráčivý
- hrabavý (čeleď hrabulkovití)
- skákavý (rody Halticus, Chlamydatus a Phytocoris –  klopuška – z čeledi klopuškovití, např. klopuška skákavá, Halticus apterus)
- let (nejvýkonnější letci jsou převážně klopuškovití)
- veslování (čeleď klešťankovití; čeleď znakoplavkovití, plavou na hřbetě)
- kráčivý na vodní hladině (čeleď vodoměrkovití)
- veslování na vodní hladině (čeleď bruslařkovití).[2]

Většina ploštic je býložravá, přizpůsobená k sání rostlinných šťáv. Některé druhy ploštic jsou dravé. Zástupci čeledi Polyctenidae (žijí v srsti netopýrů), čeledi štěnicovití (Cimicidae) a někteří zástupci čeledi zákeřnicovití (Reduviidae) jsou ektoparazité. Parazitují na obratlovcích včetně člověka (štěnice domácí).
Pro ploštice jsou typické zápašné (repugnatorické) žlázy, které ústí na povrch kutikuly; mají aposematickou funkci.
Ploštice jsou hmyz s proměnou nedokonalou. Z vajíčka se líhne nymfa prvního instaru. Po prvním svlékání je nymfou druhého instaru, po druhém svlékání je ve třetím instaru atd. Až na nečetné výjimky procházejí ploštice obvykle pěti instary.
Samičky některých druhů chrání vajíčka a nymfy tím, že je zakrývají svým tělem. Také např. samec splešťule blátivé pečuje o vajíčka.

Krevsající ploštice z podčeledi Triatominae; kolorovaný snímek, skenovací elektronový mikroskop SEM JEOL 6380 LV, PřF UK

Některé druhy ploštic mají tendenci se shlukovat, jsou gregarické. Nejznámější je patrně červeno-černá ruměnice pospolná, shlukující se např. na kmenu lípy a pod ní. Někomu může být známa z knihy Ondřeje Sekory Ferda Mravenec, příp. z odvozeného díla.

## Význam
- Některé druhy ploštic mohou sloužit jako laboratorní model k výzkumu.
- Zjistilo se, že zákeřnice Dipetalogaster maximus může být použita k odebírání vzorků krve v zoo, protože krev v jejich žaludku je použitelná pro krevní testy. Používá se k odběru krve těch druhů zvířat, pro které by byl odchyt a odběr příliš stresující. Zvíře se na hodinu zavře do speciálně upravené bedny, ve které jsou ve dvojitém dnu umístěny zákeřnice. Ploštice přes jemnou mřížku nasají ze zvířete krev, která se z nich odebere injekční stříkačkou. K odběru krve jsou používány sterilně chované zákeřnice ve 4. instaru.[3]
- Zástupci podčeledi Triatominae jsou přenašeči prvoka Trypanosoma cruzi, který je významným lidským patogenem způsobujícím na území Ameriky Chagasovu chorobu. Je známo 140 druhů této podčeledi. Společným charakteristickým znakem je, že se živí výhradně krví obratlovců. Dvěma rody s největším epidemiologickým významem jsou rody Triatoma (zákeřnice) a Rhodnius. Nejvýznamnější zástupci se přizpůsobili životu v blízkosti lidských obydlí.[4]

## Někteří zástupci
Vodní prostředí:
- splešťule blátivá (Nepa cinerea)
- bodule obecná (Ilyocoris cimicoides)
- znakoplavka obecná (Notonecta glauca)
- jehlanka válcovitá (Ranatra linearis)

Vodní hladina:
- bruslařka obecná (Gerris lacustris)
- vodoměrka štíhlá (Hydrometra stagnorum Linnaeus)

Suchozemští:
- kněžice trávozelená (Palomena prasina)
- kněžice chlupatá (Dolycoris baccarum)
- kněžice pásovaná (Graphosoma lineatum)
- kněžice rudonohá (Pentatoma rufipes)
- kněžice zeleninová (Nezara viridula)
- ruměnice pospolná (Pyrhocoris apterus)
- zákeřnice červená (Rhinocoris iracundus)

Parazité:
- štěnice domácí (Cimex lectularius)
- štěnice ptačí (Oeciacus hirundinis)